# Korkyně
Korkyně (en allemand : Korkin) est une commune du district de Příbram, dans la région de Bohême-Centrale, en République tchèque. Sa population s'élevait à 132 habitants en 2020.

## Géographie
Korkyně se trouve à 5 km à l'est de Nový Knín, à 28 km à l'est-nord-est de Příbram et à 34 km au sud de Prague.
La commune est limitée par Nové Dvory au nord, par Buš et Čím à l'est, par Chotilsko au sud et au sud-ouest, et par Nový Knín à l'ouest.

## Histoire
La première mention écrite de la localité date de 1318.

## Administration
La commune se compose de deux quartiers :
- Korkyně
- Křížov

## Transports
Par la route, Korkyně se trouve à 4,7 km de Nový Knín, à 34,5 km de Příbram et à 46 km de Prague.